# Franklin megye (Arkansas)
Franklin megye az Amerikai Egyesült Államokban, azon belül Arkansas államban található. Megyeszékhelye Ozark és Charleston. Lakosainak száma 17 097 fő (2020. április 1.).

## Szomszédos megyék
- Madison megye (észak)
- Johnson megye (kelet)
- Logan megye (délkelet)
- Sebastian megye (délnyugat)
- Crawford megye (nyugat)

## Népesség
A megye népességének változása:
| Lakosok száma | 18 126 | 18 001 | 18 009 | 18 034 | 17 702 | 17 097 |
|               | 2010   | 2011   | 2012   | 2013   | 2015   | 2020   |